# HMS Agamemnon (1906)
La HMS Agamemnon fu una delle due corazzate pre-dreadnought della classe Lord Nelson varate nel 1906 e completate nel 1908. Fu la penultima corazzata pre-dreadnought costruita dalla Royal Navy, seguita solo dalla gemella Lord Nelson. 
Era assegnata alla Channel Fleet quando scoppiò la prima guerra mondiale nel 1914. La nave fu trasferita nel Mediterraneo con la Lord Nelson all'inizio del 1915 per partecipare alla campagna dei Dardanelli. Fece svariati bombardamenti contro le fortificazioni turche e in supporto alle truppe britanniche. L'Agamemnon rimase nel Mediterraneo dopo la conclusione della campagna per prevenire l'ingresso dell'incrociatore da battaglia tedesco SMS Goeben e dell'incrociatore leggero Breslau nel Mediterraneo. L'Agamemnon colpì lo Zeppelin tedesco LZ85 durante una missione di bombardamento contro Salonicco nel 1916. Il 30 ottobre 1918 l'impero ottomano firmò l'armistizio di Mudros a bordo mentre era ancorata a Lemno, nell'Egeo settentrionale.
Fu convertita in nave bersaglio radioguidata al suo rientro nel Regno Unito nel marzo 1919 e iniziò il servizio nel 1921. L'Agamemnon fu rimpiazzata dalla Centurion alla fine del 1926 e fu venduta per la demolizione nel gennaio 1927, essendo l'ultima corazzata pre-dreadnought ancora in servizio nella Royal Navy.

## Costruzione e descrizione
La HMS Agamemnon fu ordinata nel 1904 e fu la prima corazzata costruita dal cantiere William Beardmore and Company di Dalmuir. Fu impostata il 15 maggio 1905 e varata il 23 giugno 1906 prima ancora che il cantiere stesso fosse terminato. Il suo completamento fu molto ritardato a causa di problemi di manodopera e per la mancanza di un cannone da 305 mm che fu invece montato sulla HMS Dreadnought e non fu quindi terminata fino al giugno 1908, sei mesi prima della gemella Lord Nelson.
L'Agamemnon dislocava 17.967 t a pieno carico quando costruita, con una lunghezza di 135,2 m, una larghezza di 24,2 m e un'immersione di 8,2 m. Ebbe installati due motori a vapore a quattro cilindri a tripla espansione, che sviluppavano un massimo di 12.490 kW di potenza e spingevano la nave fino a 18 nodi di velocità.
La nave era armata con quattro cannoni da 305 mm Mk X in due torrette binate, una a prua e a poppa. L'armamento secondario consisteva in dieci cannoni da 234 mm Mk XI in quattro torrette binate agli angoli della sovrastruttura principale più una torretta singola per lato. La nave montava anche 24 cannoni a tiro rapido da 76 mm e cinque tubi lanciasiluri da 450 mm con 23 siluri di scorta.
L'Agamemnon aveva una cintura corazzata al galleggiamento di 305 mm, come anche il fronte e i fianchi delle torrette dei cannoni.

## Servizio
La HMS Agamemnon fu consegnata il 25 giugno 1908 presso l'arsenale di Chatham per entrare in servizio nella divisione del Nore della Home Fleet. L'11 febbraio 1911 colpì uno scoglio non mappato nel porto di El Ferrol, in Spagna, e fu danneggiata sul fondo. Fu temporaneamente unita alla Quarta Squadra di Battaglia nel settembre 1913.
Dopo l'inizio della prima guerra mondiale, nell'agosto 1914 l'Agamemnon fu assegnata alla Quinta Squadra di Battaglia della Channel Fleet, con base a Portland. Con altre navi coprì il trasporto in Francia di truppe della British Expeditionary Force, al comando di Sir John French. Il 14 novembre 1914 fu trasferita a Sheerness per pattugliare la costa inglese contro una possibile invasione tedesca. Ritornò a Portland il 30 dicembre 1914 e fu utilizzata per difendere i porti dell'Inghilterra meridionale e pattugliare la Manica fino al febbraio 1915.

### Campagna dei Dardanelli
Nel febbraio 1915 l'Agamemnon fu selezionata per partecipare alla campagna dei Dardanelli. Partì da Portland il 9 febbraio e si unì al British Dardanelles Squadron presso Mudros dieci giorni dopo. Quello fu il secondo giorno del bombardamento contro i forti ottomani all'entrata dei Dardanelli e la nave si unì subito all'attacco. Prese anche parte al seguente bombardamento dei forti più interni sempre in febbraio. L'Agamemnon fu colpita da sette proiettili da 240 mm in dieci minuti il 25 febbraio, tutti i proiettili colpirono sopra il galleggiamento e ci furono tre morti.
Supportò un piccolo assalto anfibio il 4 marzo e partecipò ad un nuovo bombardamento il 6 marzo 1915. Il 7 marzo si ritrovò sotto pesante fuoco nemico del forte Hamidieh, prendendo otto colpi d'artiglieria di grosso calibro. Uno di questi, un colpo da 356 mm, aprì una grossa falla sul castello di prua e distrusse il quadrato ufficiali e sottufficiali. Lo stesso giorno fu anche colpita da diversi colpi più leggeri. Anche se la nave aveva subito danneggiamenti alle sovrastrutture, la possibilità di combattere e manovrare non fu sensibilmente ridotta.
La nave prese parte anche all'attacco principale ai forti dei Dardanelli il 18 marzo. Questa volta un obice da 152 mm aprì il fuoco sulla Agamemnon e la colpì 12 volte in 25 minuti. Cinque proiettili d'obice colpirono la corazzatura e non fecero danno ma i sette che colpirono in zone non protette fecero danni strutturali considerevoli e temporaneamente misero fuori uso uno dei cannoni da 305 mm.
Il 25 aprile l’Agamemnon diede supporto agli sbarchi principali come parte della Quinta Squadra e in seguito pattugliò la zona per proteggere i dragamine alleati che operavano nell'area. In azione contro le batterie costiere ottomane fu colpita due volte tra il 28 e il 30 aprile e provvedette al fuoco di supporto per le truppe alleate durante il contrattacco turco del 1 maggio. L'Agamemnon bombardò le batterie ottomane di nuovo il 6 maggio prima della seconda battaglia di Krithia.
L'Agamemnon si ritirò a Malta durante il mese di maggio per essere raddobbata e ritornò ai Dardanelli per giugno. Il 2 dicembre la nave si unì all'incrociatore Endymion e al monitore M33 per bombardare il ponte Kavak, distruggendo diverse parti di esso e bloccando le comunicazioni turche con la penisola di Gallipoli.

### Operazioni nel mediterraneo 1916-1918
Con la fine della campagna dei Dardanelli, nel gennaio 1916, le forze navali britanniche nell'area furono riorganizzate e l'Agamemnon divenne parte della Squadra del Mediterraneo Orientale, che fu rinominata Squadra dell'Egeo nell'agosto 1917. La squadra fu divisa nell'area per difendere le isole in mano alleata, dare supporto all'esercito britannico a Salonicco e bloccare l'ingresso dei Dardanelli all'incrociatore tedesco Goeben e all'incrociatore leggero Breslau. L'Agamemnon passò il resto della guerra a Salonicco o a Mudros, alternandosi tra le due basi con la gemella Lord Nelson, anche se la base principale per lei rimase Mudros. Mentre svolgeva i suoi compiti, il 5 maggio 1916 danneggiò lo Zeppelin tedesco LZ85 presso Salonicco con un colpo da 305 mm che lo forzò ad un atterraggio d'emergenza.
Di tutte le missioni affidate alle due navi gemelle la più importante fu certamente la difesa del Mediterraneo orientale dal SMS Goeben, ma quando il Goeben e il Breslau forzarono il blocco il 20 gennaio 1918 la Lord Nelson era a Salonicco e l'Agamemnon non riuscì a lasciare Mudros in tempo per partecipare alla Battaglia di Imbros. Dopo che entrambe le navi tedesche ebbero urtato delle mine, il Breslau affondò e il Goeben ritornò nei Dardanelli prima che l'Agamemnon potesse arrivare sulla scena.
L'Agamemnon fu raddobbata a Malta nel 1918. Il 30 ottobre l'Impero Ottomano firmò l'armistizio di Mudros a bordo dell'Agamemnon mentre era ancorata a Lemno.

### Dopoguerra
L'Agamemnon fece parte della squadra britannica che nel novembre 1918 raggiunse Costantinopoli dopo l'armistizio. Ritornò nel Regno Unito nel marzo 1919 dove fu messa in riserva all'arsenale di Chatham il 20 marzo.
Nel settembre 1918, il comandante in capo della Grand Fleet, l'ammiraglio David Beatty, chiese un grosso bersaglio per poter svolgere prove di tiro realistiche per le corazzate della Grand Fleet, che a partire dalla battaglia dello Jutland non avevano quasi visto alcuna azione. Test condotti contro lastre corazzate nel 1919 dimostrarono che i proiettili da 381 mm avrebbero affondato rapidamente qualsiasi corazzata pre-dreadnought, ma una pre-dreadnought come bersaglio per esercitazioni poteva essere usata con buoni risultati per cannoni da 152 mm o minori. All'inizio fu scelta la Hibernia ma, in seguito alla disponibilità dell’Agamemnon, si optò per quest'ultima.

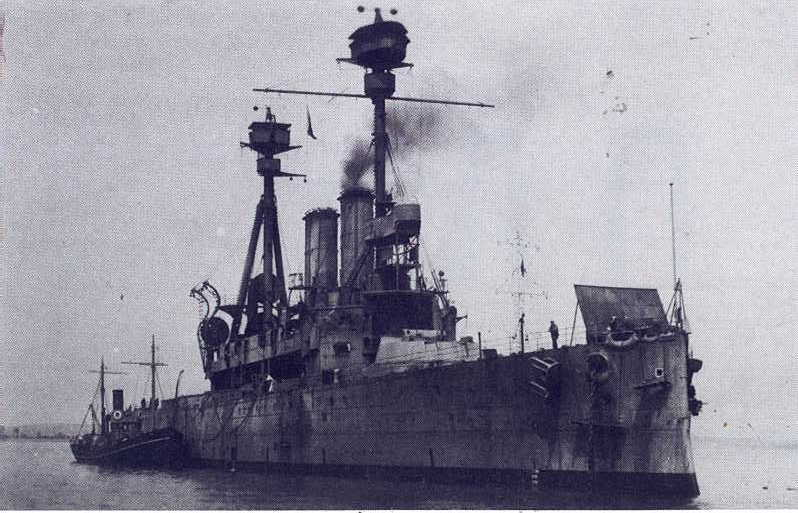
La HMS Agamemnon come nave bersaglio, 1924-1925

Fu modificata all'arsenale di Chatham per essere usata come nave bersaglio tra il 6 dicembre 1920 e l'8 aprile 1921. La nave fu ricablata per il controllo radio e spogliata di tutto ciò che sembrò inutile. Le torrette da 305 mm rimasero a bordo ma tutti i cannoni furono rimossi, come anche i tubi lanciasiluri, le coffe, le cabine, i picchi di carico, le scialuppe, la torre di comando e gli alberi. Tutte le rientranze, tambucci, gavoni o montacarichi inutili furono rimossi o chiusi e fu zavorrata in modo diverso da come lo era stata prima. Non era intenzione farla affondare e quindi fu dotata di un equipaggio di 153 persone per manutenerla e renderla operativa quando non era sottoposta al fuoco.
Il primo servizio dell'Agamemnon come nave bersaglio fu ancora prima che le modifiche fossero ultimate. Il 19 marzo 1921 fu esposta ad una nube di gas velenoso per determinare gli effetti di esso su di una corazzata. Si scoprì che il gas poteva penetrare nella nave attraverso varie aperture, ma la nave non era stata accuratamente preparata per l'attacco chimico quindi non ci furono risultati apprezzabili. Il 21 settembre fu soggetta al fuoco delle mitragliatrici di un aereo in picchiata. Queste prove mostrarono che questa tecnica poteva portare a confusione sul ponte della nave ma che non riduceva la possibilità di combattimento o navigazione della corazzata. Si poterono così approntare difese per l'equipaggio sul ponte.
L'Agamemnon fu anche usata per testare la sua vulnerabilità ai colpi da 152, 140 e 120 mm sparati dagli incrociatori Renown e Repulse mentre manovrava sotto radio comando. Questi test mostrarono che l'Agamemnon, come anche le successive dreadnought, avrebbero sofferto danni alle sovrastrutture se colpite ma la loro capacità di navigazione e combattimento non sarebbero state seriamente ridotte.

## Radiazione
L'Agamemnon fu radiata come nave bersaglio con l'entrata in servizio nello stesso ruolo della dreadnought Centurion nel dicembre 1926. Il 24 gennaio 1927 fu venduta per essere demolita dalla J Cashmore di Newport, nel Galles del Sud, e lasciò l'arsenale di Portsmouth il 1 marzo 1927. Al momento della sua demolizione era l'ultima pre-dreadnought rimasta.